# Sonic Youth
Sonic Youth war eine 1981 in New York City gegründete Rockband, die zu den einflussreichsten Vertretern des Noise-Rock und No Wave gehört.

## Bandgeschichte

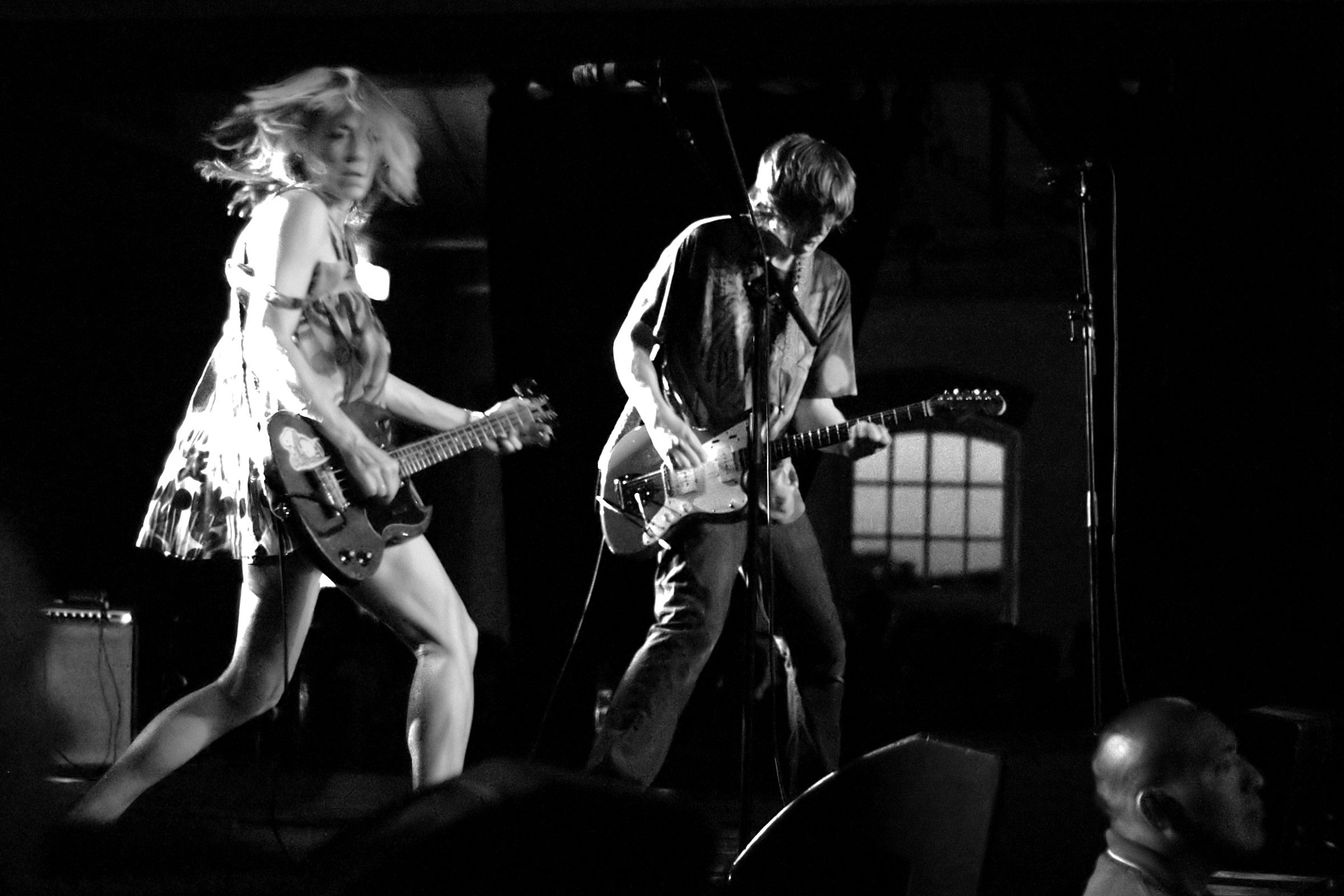
Gordon und Moore, Stockholm 2005

Sonic Youth traten unter diesem Namen zum ersten Mal am 18. Juni 1981 auf dem Noise-Festival in White Columns (New York) auf, nachdem Thurston Moore, Kim Gordon, Lee Ranaldo und Keyboarderin Ann DeMarinis schon zuvor unter einigen anderen Namen Auftritte in der weiteren Gegend rund um New York hatten. Der Name Sonic Youth ist eine Verbindung aus Big Youth, einem jamaikanischen Reggae-Deejay, der insbesondere in den 1970er Jahren Berühmtheit erlangte, und Sonic’s Rendezvous Band, einer Nachfolgeband von MC5, die deren Gitarrist Fred „Sonic“ Smith von 1977 bis 1979 leitete.
Ann DeMarinis verließ die Band bald wieder. Seit 1985 spielte Steve Shelley Schlagzeug in der Band. 2000 kam der Bassist und Gitarrist Jim O’Rourke zu Sonic Youth. 2001 spielten sie zusammen mit der französischen Sängerin Brigitte Fontaine zwei Titel (Demie Clocharde, Kékéland) für Fontaines Album Kékéland ein. Im Jahr 2005 verließ O’Rourke Sonic Youth wieder, um seine Karriere als Film-Regisseur zu forcieren. 2006 wirkten Moore und Gordon zusammen mit ihrer gemeinsamen Tochter Coco Hayley in der Fernsehserie Gilmore Girls mit.
Nach 18 Jahren lief im Jahre 2006 der Vertrag mit Geffen Records aus. Im August 2008 kündigte die Band an, ihr kommendes Album wieder bei einem Independent-Label (Matador) zu veröffentlichen.
Im Oktober 2011 gaben Kim Gordon und Thurston Moore das Ende ihrer 27-jährigen Ehe bekannt, eine zu dem Zeitpunkt anstehende Südamerika-Tournee war jedoch nicht betroffen. Die Zukunft von Sonic Youth ist ungewiss, da die Gruppe sich nicht offiziell aufgelöst hat, jedoch deutete Kim Gordon 2015 in ihrem Buch Girl in a Band mehrfach das Aus für die Band an. So kommentierte sie das bislang letzte öffentliche Konzert 2011 beim SWU Music and Arts Festival in São Paulo: “After thirty years, tonight was Sonic Youth's final concert” („Nach dreißig Jahren war heute Nacht Sonic Youths letztes Konzert“) und “After tonight, Sonic Youth was done” („Von heute Abend an war Sonic Youth abgehakt.“)

## Stil

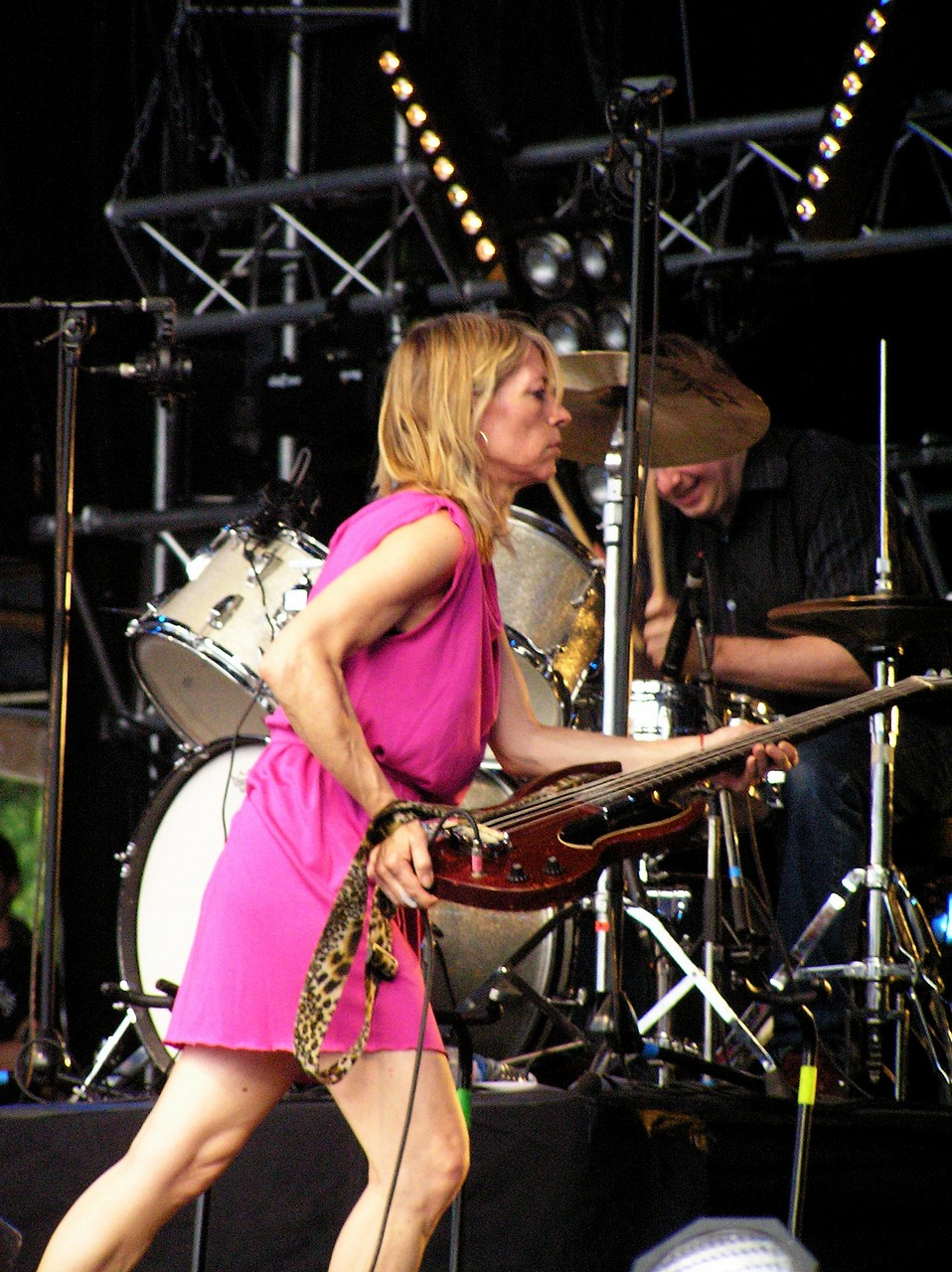
Kim Gordon bei einem Sonic-Youth-Auftritt 2005

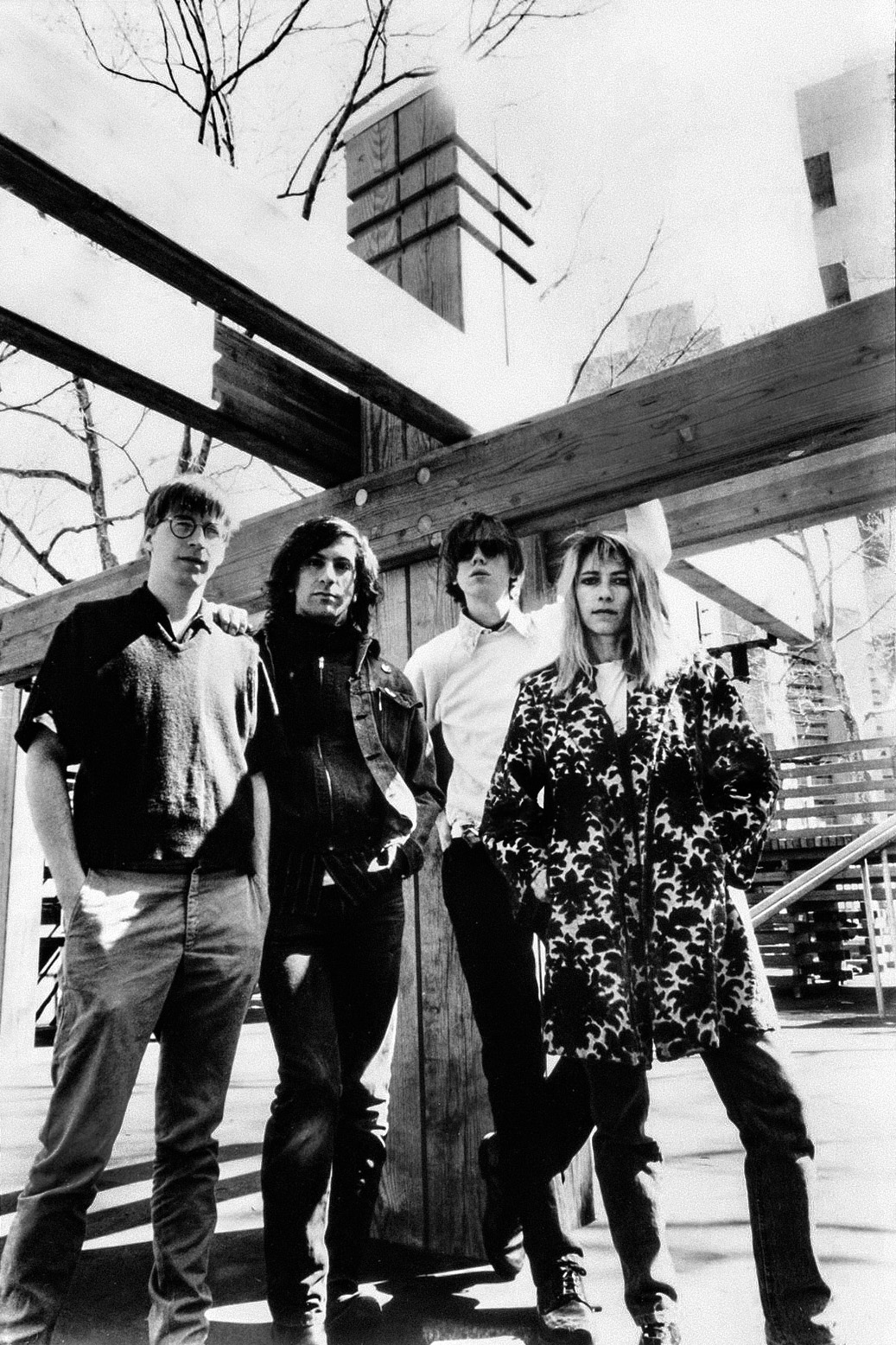
Sonic Youth 1987

Das Resultat des Bandschaffens war und ist eine reiche Klangwelt experimenteller, emotional-assoziativer Musik. Viele Werke ähneln daher in ihrem Aufbau eher klassischer Musik, was nicht zuletzt auch mit der vorherigen Tätigkeit der Bandmitglieder im E-Gitarrenorchester von Glenn Branca zusammenhängt.
Ging es der Band früher vor allem um das Ausloten dissonanter Grenzen – kennzeichnendes Merkmal sind insbesondere die Feedbacks und Kim Gordons Shouting –, fielen die späteren Alben insgesamt melodischer und „poppiger“ aus. Die Entwicklung der Band scheint sich, wenn man die seit 1990 bei ihrem „kommerziellen Hauptlabel“ Geffen erscheinenden Alben betrachtet, in Richtung einer noch stärkeren Verbindung von Elementen experimentellen Lärms mit eingängigen Harmonien zu bewegen. Andererseits haben Sonic Youth seit 1997 auf ihrem eigenen Label SYR eine ganze Reihe von Alben herausgebracht (SYR1 bis SYR6 sowie die Silver Sessions for Jason Knuth), die – am deutlichsten auf SYR3 und den Silver Sessions – entschieden improvisierenden Charakter haben, zum Teil fast 30 Minuten lange Sessions darstellen, die – instrumentell und technisch aber auf sehr viel höherem Niveau stehend – sehr deutlich an frühere eigene Musikperioden anknüpfen und sich vollkommen von ihren strukturell zum Teil vergleichsweise einfach erfassbaren „kommerzielleren“ Geffen-Alben unterscheiden. Dadurch sind Sonic Youth in der Lage gewesen, eine bemerkenswert breit gestreute Schicht von Fans zu gewinnen, die sich einerseits auf bestimmte Facetten der Musik konzentrieren können, andererseits dadurch aber auch die Fans mit diesen verschiedenen Facetten zu konfrontieren: da sich in gewisser Weise mehr als eine Gruppe unter dem Namen Sonic Youth vereint hat, erhalten die Zuhörer auch mehr und verschiedenartigere Musik zu hören als bei anderen Gruppen, die sich nicht vergleichbarer kreativer Fähigkeiten und Freiräume erfreuen können wie Sonic Youth.
Die Texte von Sonic Youth sind zwar nicht durchweg politisch, aber über die gesamte Zeit lassen sich mit Titeln wie Youth Against Fascism oder (so auf dem Album Sonic Nurse) Peace Attack auch explizit politisch-kritische Stücke finden. Zahlreiche Lieder befassen sich mit gesellschaftlichen, sozialen und auch psychologischen Themen.
Über den Bandrahmen hinaus haben die Bandmitglieder diverse Nebenprojekte, in denen sie sich auch anderer künstlerischer Ausdrucksformen bedienen (Moore und Ranaldo haben jeweils Bücher und Fanzines herausgebracht), erwähnenswert sind außerdem besonders die Solo-Alben von Thurston Moore und Lee Ranaldo, dann die Projekte mit anderen Musikern wie Thurston Moore und Kim Gordon jeweils mit Lydia Lunch sowie Kim Gordon mit Julie Cafritz (früher bei der Gruppe Pussy Galore) als Gruppe Free Kitten und Kim Gordon mit Ikue Mori und DJ Olive (auf SYR5).
Fast alle Mitglieder von Sonic Youth sind außerdem auch als Produzenten von Künstlern und Gruppen tätig, die sie fördern möchten. So leitet z. B. Thurston Moore das Label Ecstatic Peace, Lee Ranaldo produzierte u. a. die Gruppe False Virgins und Kim Gordon die reine Frauen-Punk-Band Erase Errata. Daneben führen Sonic Youth als eigenes Label SYR (Sonic Youth Records).
In der Geschichte der Band wirkten oft befreundete Musiker mit, u. a.:
- Richard Edson (Schlagzeuger auf der ersten EP Sonic Youth)
- Ann DeMarinis (Keyboarderin in der ursprünglichen Besetzung)
- Bob Bert (Schlagzeuger, letztmals u. a. auf Bad Moon Rising, 1985)
- Jim Sclavunos (Teenage Jesus and the Jerks)
- J Mascis
- Mike Watt (Mitwirkender bei Ciccone Youth)
- Chuck D (von Public Enemy)
- The Ex sowie Han Bennink und weitere holländische Musiker aus dem ICP-Orchestra

Eine umfassende Übersicht zu den Mitgliedern und zur Geschichte von Sonic Youth bis zum Album Experimental Jetset, Trash and No Star findet man bei Alec Foege: Confusion is Next – The Story of Sonic Youth, St. Martin’s Press, 1993.

### Gitarrenstimmungen
Eine Eigenart der Band ist es, die verwendeten Stimmungen ihrer Gitarren nicht mehr zu verändern, ein Erbe ihrer Zeit bei Glenn Branca. Jeder Song hat somit seine eigenen Gitarren, dies hat bei Konzerten einen ständigen Instrumentenwechsel zur Folge. Die Gitarrensammlung der Band ist immens.
Dass es nicht gerade einfach ist, auch nur ein einziges Stück einzustudieren, liegt nicht zuletzt an der Experimentierfreudigkeit von Sonic Youth. Bei allen ihren Studioalben setzen sie auf den Gitarren fast nur alternative Stimmungen ein und bearbeiten diese sogar nachträglich, um noch weiter veränderte Klänge zu erhalten. Zu den wichtigsten Stimmungen gehören (Beispielsongs in Klammern):
- F# F# G G A A (Schizophrenia, Tom Violence, White Kross)
- D D D D A A (Schizophrenia, Catholic Block)
- G G D D G G (Teen Age Riot)
- A C C G G# C (Silver Rocket)
- C C E B G D (The Sprawl, Cross The Breeze)
- F# F# F# F# E B (Catholic Block, Kool Thing, Death Valley ’69, Shadow Of A Doubt)
- E G D G E D (Dirty Boots, Titanium Expose, Tunic)
- C G D G C D (Rain On Tin, Plastic Sun, The Empty Page)

## Sonic Youth & Kurt Cobain / Nirvana
Nirvana wurde indirekt durch Sonic Youth berühmt, denn Kim Gordon empfahl Geffen Records die relativ unbekannte Band, die auf dem Seattler Label Sub Pop gerade ihr Debüt Bleach veröffentlicht hatte. Geffen Records übernahm in Kooperation mit Sub Pop den Vertrieb des zweiten Longplayers Nevermind, der mit 40.000 Exemplaren weltweit in den Verkauf ging. Nirvana spielte 1991 im Vorprogramm von Sonic Youth auf deren Europatournee zum ersten Mal vor einem größeren Live-Publikum, bevor Ende 1991 ihr großer Erfolg begann. Dokumentiert sind diese gemeinsamen Tage im Tourvideo 1991: The Year Punk Broke. Außerdem verband Nirvana und Sonic Youth eine gemeinsame künstlerisch-politische Attitüde; der künstlerische Kampf gegen eingefahrene Machtstrukturen wie Sexismus oder Homophobie wurde in nicht wenigen Liedern – wie z. B. Rape Me (Nirvana) oder Kool Thing (Sonic Youth) – deutlich gemacht.

## Sonic Youth & R.E.M.
Als R.E.M. 1994 an ihrem Album Monster arbeiteten und Sänger Michael Stipe den Text zum Lied Crush with Eyeliner schrieb, hatte er das Gefühl, den einen oder anderen Teil von einer Sonic-Youth-Platte genommen zu haben. Er lud daraufhin Thurston Moore ins Studio ein, der daraufhin als Hintergrundsänger bei Crush with Eyeliner in Erscheinung trat. Im Nachhinein sagte Stipe jedoch, er könne diese Textzeile womöglich auch unbewusst aus einer Werbung für Coca-Cola genommen haben. Dennoch traten Sonic Youth 1995 auf der Welttournee von R.E.M., der Monster-Tour, als Vorgruppe auf.

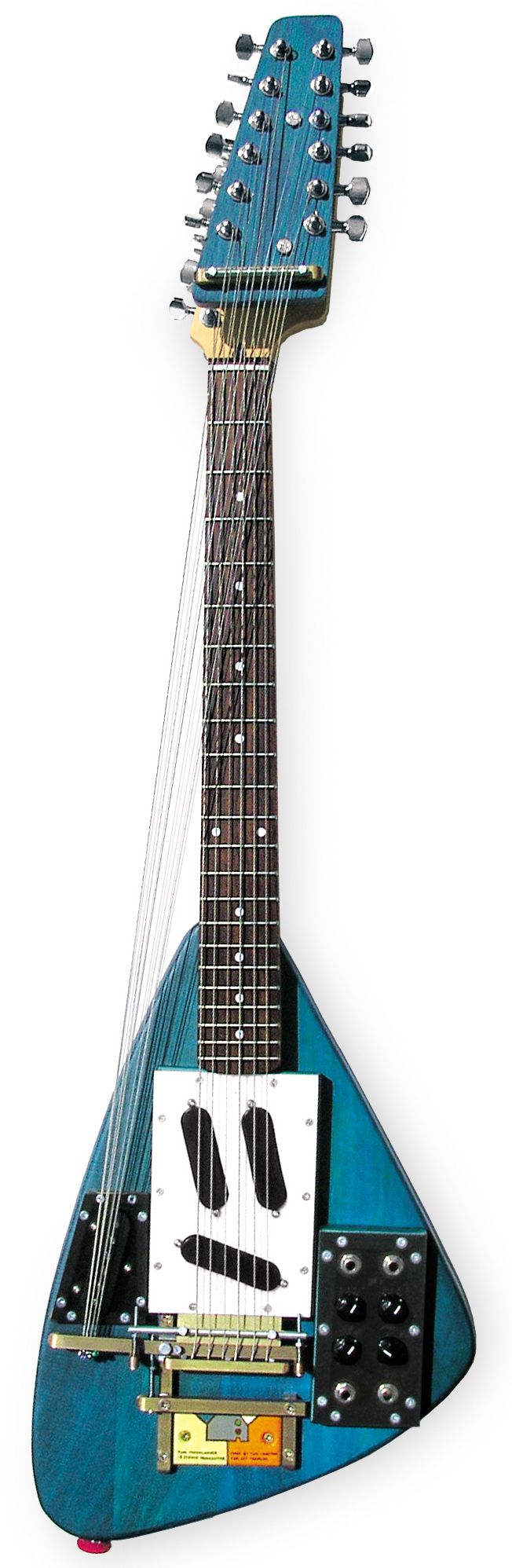
Gitarre Moonlander, Lee Ranaldo, Sonic Youth, von Yuri Landman, 2007

## Diskografie

### Studioalben
| Jahr | Titel Musiklabel                                   | Höchstplatzierung, Gesamtwochen, AuszeichnungChartplatzierungen (Jahr, Titel, Musiklabel, Platzierungen, Wochen, Auszeichnungen, Anmerkungen) | Höchstplatzierung, Gesamtwochen, AuszeichnungChartplatzierungen (Jahr, Titel, Musiklabel, Platzierungen, Wochen, Auszeichnungen, Anmerkungen) | Höchstplatzierung, Gesamtwochen, AuszeichnungChartplatzierungen (Jahr, Titel, Musiklabel, Platzierungen, Wochen, Auszeichnungen, Anmerkungen) | Höchstplatzierung, Gesamtwochen, AuszeichnungChartplatzierungen (Jahr, Titel, Musiklabel, Platzierungen, Wochen, Auszeichnungen, Anmerkungen) | Anmerkungen                                                                                       |
| Jahr | Titel Musiklabel                                   | DE | CH | UK | US | Anmerkungen                                                                                       |
| ---- | -------------------------------------------------- | --- | --- | --- | --- | ------------------------------------------------------------------------------------------------- |
| 1983 | Confusion Is Sex Neutral/Zensor                    | — | — | — | — | Erstveröffentlichung: 11. Februar 1983                                                            |
| 1985 | Bad Moon Rising Homestead/Blast First              | — | — | — | — | Erstveröffentlichung: 29. März 1985                                                               |
| 1986 | Evol SST/Blast First                               | — | — | — | — | Erstveröffentlichung: 2. Mai 1986                                                                 |
| 1987 | Sister SST/Blast First                             | — | — | — | — | Erstveröffentlichung: 29. Juni 1987                                                               |
| 1988 | Daydream Nation Enigma/Blast First                 | — | — | UK99 (1 Wo.)UK | — | Erstveröffentlichung: 18. Oktober 1988                                                            |
| 1989 | The Whitey Album Enigma/Blast First                | — | — | — | — | Erstveröffentlichung: 18. Januar 1989 mit Suzanne Sasic, J Mascis und Mike Watt als Ciccone Youth |
| 1990 | Goo DGC/Geffen                                     | — | — | UK32 Silber · (2 Wo.)UK | US96 (15 Wo.)US | Erstveröffentlichung: 26. Juni 1990                                                               |
| 1992 | Dirty DGC/Geffen                                   | DE59 (11 Wo.)DE | — | UK6 (5 Wo.)UK | US83 (11 Wo.)US | Erstveröffentlichung: 21. Juli 1992                                                               |
| 1994 | Experimental Jet Set, Trash and No Star DGC/Geffen | — | — | UK10 (2 Wo.)UK | US34 (10 Wo.)US | Erstveröffentlichung: 3. Mai 1994                                                                 |
| 1995 | Washing Machine DGC/Geffen                         | — | — | UK39 (1 Wo.)UK | US58 (3 Wo.)US | Erstveröffentlichung: 26. September 1995                                                          |
| 1998 | A Thousand Leaves DGC/Geffen                       | — | — | UK38 (1 Wo.)UK | US85 (2 Wo.)US | Erstveröffentlichung: 12. Mai 1998                                                                |
| 2000 | NYC Ghosts & Flowers Geffen                        | — | — | — | US172 (1 Wo.)US | Erstveröffentlichung: 16. Mai 2000                                                                |
| 2002 | Murray Street Geffen                               | — | — | — | US126 (1 Wo.)US | Erstveröffentlichung: 25. Juni 2002                                                               |
| 2004 | Sonic Nurse Geffen                                 | — | — | — | US64 (2 Wo.)US | Erstveröffentlichung: 7. Juni 2004                                                                |
| 2006 | Rather Ripped Geffen                               | — | — | UK64 (1 Wo.)UK | US71 (4 Wo.)US | Erstveröffentlichung: 13. Juni 2006                                                               |
| 2009 | The Eternal Matador/Beggars/Indigo                 | DE29 (3 Wo.)DE | CH31 (2 Wo.)CH | UK42 (1 Wo.)UK | US18 (2 Wo.)US | Erstveröffentlichung: 9. Juni 2009                                                                |

### Livealben
- 1984: Sonic Death (Ecstatic Peace)
- 1986: Walls Have Ears (Not)
- 1991: Hold That Tiger (Goofin`)
- 1992: Live at the Continental Club (Sonic Death)
- 2009: Battery Park, NYC July 4th 2008 (Matador)
- 2012: Smart Bar Chicago 1985 (Goofin`)
- 2018: Berlin, Germany – Columbiahalle – October 21, 2009 (Nugs.net)
- 2019: Live in Moscow – April 12–13, 1989 (Feelee Records)
- 2023: Live in Brooklyn 2011 (Silver Current Records/Goofin')

### Kompilationen
- 1995: Screaming Fields of Sonic Love (DGC/Geffen)
- 2006: The Destroyed Room: B-Sides And Rarities (Geffen)
- 2008: Hits Are for Squares (Starbucks)
- 2016: Spinhead Sessions 1986 (Goofin`)
- 2022: In/Out/In (Three Lobed Recordings)

### EPs
- 1982: Sonic Youth (Neutral/Zensor)
- 1983: Kill Yr Idols (in D: Zensor)
- 1987: Master-Dik (Blast First)
- 1993: Whores Moaning (Geffen)
- 1994: TV Shit (Ecstatic Peace)
- 1998: Silver Session for Jason Knuth (Sonic Knuth)
- 2001: In the Fishtank 9 (Konkurrent)
- 2002: Kali Yug Express (Geffen)
- 2009: Sensational Fix (Matador)

### Weitere Alben
- 1997: SYR1: Anagrama (Sonic Youth Records)
- 1997: SYR2: Slaapkamers met slagroom (Sonic Youth Records)
- 1997: SYR3: Invito al Ĉielo (Sonic Youth Records)
- 1999: SYR4: Goodbye 20th Century (Sonic Youth Records)
- 2000: SYR5: Kim Gordon mit Ikue Mori und DJ Olive (Sonic Youth Records)
- 2005: SYR6: Koncertas Stan Brakhage Prisiminimui (Sonic Youth Records)
- 2008: SYR7: J’accuse Ted Hughes (Sonic Youth Records)
- 2008: SYR8: Andre sider af Sonic Youth (Sonic Youth Records)
- 2011: SYR9: Simon Werner a disparu (Sonic Youth Records)

### Singles
| Jahr | Titel Album                                                 | Höchstplatzierung, Gesamtwochen, AuszeichnungChartsChartplatzierungen (Jahr, Titel, Album, Platzierungen, Wochen, Auszeichnungen, Anmerkungen) | Anmerkungen                          |
| Jahr | Titel Album                                                 | UK | Anmerkungen                          |
| ---- | ----------------------------------------------------------- | --- | ------------------------------------ |
| 1990 | Kool Thing Goo                                              | UK81 (8 Wo.)UK | Erstveröffentlichung: Juni 1990      |
| 1992 | 100% Dirty                                                  | UK28 (4 Wo.)UK | Erstveröffentlichung: Juli 1992      |
| 1992 | Youth Against Fascism Dirty                                 | UK52 (2 Wo.)UK | Erstveröffentlichung: Dezember 1992  |
| 1993 | Sugar Kane Dirty                                            | UK26 (3 Wo.)UK | Erstveröffentlichung: Februar 1993   |
| 1994 | Bull in the Heather Experimental Jet Set, Trash and No Star | UK24 (5 Wo.)UK | Erstveröffentlichung: 19. April 1994 |
| 1994 | Superstar If I Were a Carpenter                             | UK45 (3 Wo.)UK | Erstveröffentlichung: 1994           |
| 1996 | Little Trouble Girl Washing Machine                         | UK81 (1 Wo.)UK | Erstveröffentlichung: Mai 1996       |
| 1998 | Sunday A Thousand Leaves                                    | UK72 (2 Wo.)UK | Erstveröffentlichung: 23. April 1998 |

Weitere Singles
- 1984: Death Valley ’69
- 1985: Flower/Halloween
- 1986: Flower / Satan Is Boring
- 1986: Starpower
- 1986: Into the Groove(y) (als Ciccone Youth)
- 1988: Teen Age Riot
- 1988: Silver Rocket
- 1989: Candle
- 1989: Providence
- 1989: Touch Me I’m Sick/Halloween
- 1990: Disappearer
- 1991: Dirty Boots
- 1993: Drunken Butterfly
- 1995: The Diamond Sea
- 2000: Nevermind (What Was It Anyway)
- 2003: Kim Gordon & The Arthur Doyle Hand Cream
- 2006: Helen Lundeberg/Eyeliner
- 2006: Incinerate
- 2006: Beautiful Plateau
- 2019: Bull in the Heather
- 2022: In & Out

## Ausstellungen
Sonic Youth Etc.: Sensational Fix
- Life, Saint-Nazaire, 18. Juni bis 7. September 2008
- Museion, Museum für moderne und zeitgenössische Kunst, Bozen, 10. Oktober bis 4. Januar 2009
- Kunsthalle Düsseldorf und KIT – Kunst im Tunnel, 31. Januar bis 10. Mai 2009
- Centro de Arte Dos de Mayo, Móstoles (Madrid), 3. Februar bis 2. Mai 2010